# Silvester Tung Kiem San
Silvester Tung Kiem San (ur. 11 lipca 1961 w Maupongo) – indonezyjski duchowny katolicki, biskup diecezjalny Denpasar od 2009.

## Życiorys
Święcenia kapłańskie otrzymał 29 lipca 1988 i został inkardynowany do archidiecezji Ende. Po święceniach został wykładowcą niższego seminarium w Mataloko. W latach 1991–1995 studiował w Rzymie, zaś po powrocie do kraju został wychowawcą w seminarium w Ritapiret. W 2005 objął funkcję rektora tejże uczelni.
22 listopada 2008 papież Benedykt XVI mianował go biskupem diecezjalnym Denpasar. 19 lutego 2009 z rąk biskupa Vincentiusa Potokoty przyjął sakrę biskupią.